# Vírus do herpes oncolítico
Muitas variantes do vírus herpes simples[carece de fontes?] foram consideradas para a terapia viral do câncer; o desenvolvimento inicial destes foram completamente revisados na revista Câncer Gene Therapy em 2002.Dentre eles está o HSV1716.[carece de fontes?]. Essas versões atenuadas são construídas excluindo genes virais necessários para infectar ou replicar dentro de células normais, mas não em células cancerosas, como ICP34.5[carece de fontes?], ICP6 / UL39 e ICP47 .

## HSV1716
HSV1716 é um vírus oncolítico[carece de fontes?] de primeira geração desenvolvido pelo The Institute of Virology, Glasgow, Reino Unido, e posteriormente pela Virttu Biologics (anteriormente Crusade Laboratories), para destruir seletivamente as células cancerosas. O vírus tem o nome comercial SEPREHVIR . É baseado no vírus herpes simples (HSV-1). A cepa HSV1716 tem uma deleção do gene ICP34.5.É um gene de neurovirulência (permitindo que o vírus se replique nos neurônios do cérebro e na medula espinhal). A deleção desse gene fornece a propriedade de replicação seletiva do tumor para o vírus (ou seja, evita amplamente a replicação em células normais, embora ainda permita a replicação em células tumorais), e também reduza a replicação em células tumorais em comparação com o HSV não modificado.
Uma parte vital do mecanismo do HSV-1, a proteína ICP34.5 foi proposta para condicionar células pós-mitóticas para replicação viral[carece de fontes?]. Sem o gene ICP34.5, a variante do HSV-1716 é incapaz de superar as defesas normais de células diferenciadas saudáveis (mediadas por PKR ) para se replicar com eficiência. No entanto, as células tumorais têm defesas ligadas a PKR muito mais fracas, o que pode ser a razão pela qual o HSV1716 mata efetivamente uma ampla gama de linhas de células tumorais[carece de fontes?] em cultura de tecidos.
Uma variante do HSV1716, o HSV1716NTR é um vírus oncolítico gerado pela inserção da enzima NTR no vírus HSV1716 como uma estratégia GDEPT . In-vivo, a administração do pró-fármaco CB1954 a camundongos atímicos portadores de xenoenxertos tumorais A431 ou A2780, 48 horas após a injeção intratumoral de HSV1790, resultou em uma redução acentuada nos volumes tumorais e sobrevida significativamente melhorada em comparação com a administração de vírus sozinho. Uma abordagem semelhante foi feita com uma variante do HSV1716 que expressa o transportador de noradrenalina para entregar iodo radioativo em células cancerosas infectadas individuais, marcando uma proteína que as células cancerosas transportam. O transportador nor-adrenalina transporta especificamente um composto contendo iodo radioativo através da membrana celular, usando genes do vírus. As únicas células do corpo que recebem uma dose significativa de radiação são as infectadas e suas vizinhas imediatas.